# Franz Joseph Faller
Franz Joseph Faller (* 31. März 1797 in Todtnau; † 15. März 1874 ebenda) war ein industrieller Bürstenfabrikant aus Todtnau.

## Leben
Franz Joseph Faller war ein Sohn des Ochsenwirts Josef Faller (1758–1826) und dessen Ehefrau Maria Josefine, geb. Rümmel (1766–1842) und Enkel des Müllers Laurentius (Lorenz) Faller (1725–1768). Faller gründete zunächst im Jahre 1827 in Todtnau eine Zunderfabrik, der er etwas später die Bürstenfabrikation anschloss. 1847 errichtete er noch eine Schleifmühle. Seinen Plan, eine Feuerzeugfabrik aufzubauen, konnte er nicht verwirklichen, da es ihm die Regierung die hierfür erforderliche Genehmigung nicht erteilte. Ab 1852 produzierte er im nach seinem Sohn Josef Eduard benannten Unternehmen Jos. Ed. Faller, die bis heute das älteste Industrieunternehmen seiner Art im Schwarzwald ist, in großem Umfang Bürsten, Feinbürsten, Besen und Pinsel. Faller stellte dieses handwerkliche Gewerbe auf eine fabrikmäßige Produktion um und soll dadurch dazu beigetragen haben, der Bevölkerung gesicherte Lebensmöglichkeiten zu schaffen.

## Familie
Franz Joseph Faller war mit Karoline, geb. Gantert (1806–1839) verheiratet. Das Ehepaar hatte zwei Söhne und drei Töchter. Ein Sohn war Josef Eduard Faller (1837–1891), nach dem die Firma seines Vaters benannt wurde.